# Buri
Burii (numiți și Buridavensi) au fost un trib geto-dac  situat în Oltenia, a căror capitală era la Buridava (actualmente Ocnele Mari). Aici au fost descoperite inscripții latine care redau numele davei de odinioara: Buridava  și un fragment al unui vas având inscrpția BUR, indicând numele unui trib sau al unei uniuni de triburi al dacilor buridavensi care au fost menționați de Ptolemeu.. Formațiunea social-politică a dacilor buridavensi a putut fi localizată în nord-estul Olteniei, în nord-vestul Munteniei și în ținuturile imediat învecinate de la nord de Carpați. 
Potrivit lui Dio Cassius, pe timpul primului război dintre Decebal și Traian, după ce împăratul Traian a trecut Dunărea și a cucerit cetatea Tibisco, a primit o solie de la buri.  
Aceștia i-au înmânat o ciupercă uriașă pe care au înscris în limba latină, un binevoitor sfat, în fond o amenințare mascată, cum că marele Cezar face rău că rupe pacea, și mai cuminte lucru ar face de s-ar întoarce de unde a venit și ar reinstaura relațiile de pace.,  .
Scena a fost în mod clar deosebită și neobișnuită și de aceea a devenit parte a unei frize pe Columna lui Traian (scena ix) (vezi placa 3). Un bărbat căzut de pe un catâr se agață de ceea ce apare a fi o ciuperca uriașă atașată de șaua sa..

## Identitate și răspândire
Potrivit lui Șchukin (1989), Bichir (1976), uniunea tribală Buri făcea parte din statul dacic Burebista, alături de Daci, Geți și Carpi.
Ei s-au aliat cu alte triburi din regiune pentru a sprijini eforturile lui Decebal, regele dacic, de a-i respinge pe romani. Existau două triburi dacice Buri: unul în Dacia romană de mai târziu, centrat pe Buridava, iar celălalt situat la nord-vest de Dacia (la sud de Carpații slovaci), în bazinul superior al Tisei. (Notă: triburile germanice Buri se aflau între Oder și Vistula, între Cracovia și Troppau, în Silezia. Ei au fost aliații lui Traian, împăratul roman, în războiul său împotriva dacilor, dar și ai lui Marcus Aurelius în războaiele marcomanice).
Formațiunea socio-politică a dacilor Buri / Buridavensi, care avea în centru Buridava era situată la nord-est de Oltenia și Muntenia (actualele județe Vâlcea și Argeș) și, de asemenea, de cealaltă parte a Carpaților, în regiunile munților Sebeș și Făgăraș. Această uniune tribală este documentată de descoperirile arheologice monetare Aninoasa Dobrești. Printre alte mărturii, un fragment de vas purtând inscripția BUR, descoperit la Ocnița, Muntenia, România, indică numele tribului sau al uniunii de triburi, Dacii Buridavensi.
Burii din bazinul superior al Tisei erau o parte a Buridavensilor care au migrat spre nord-vest, unde s-au învecinat cu germanicii Quadi. Sursele antice enumeră și alte triburi dacice în noua locație: Piegetae, Biessi, Carpians, Arsitae și Racatae.

Cultura materială de origine mixtă daco-germanică cunoscută în Slovacia încă de la începutul secolului I d.Hr. (la Zemplin de exemplu) ar putea reprezenta populația numită Buri în sursele istorice.

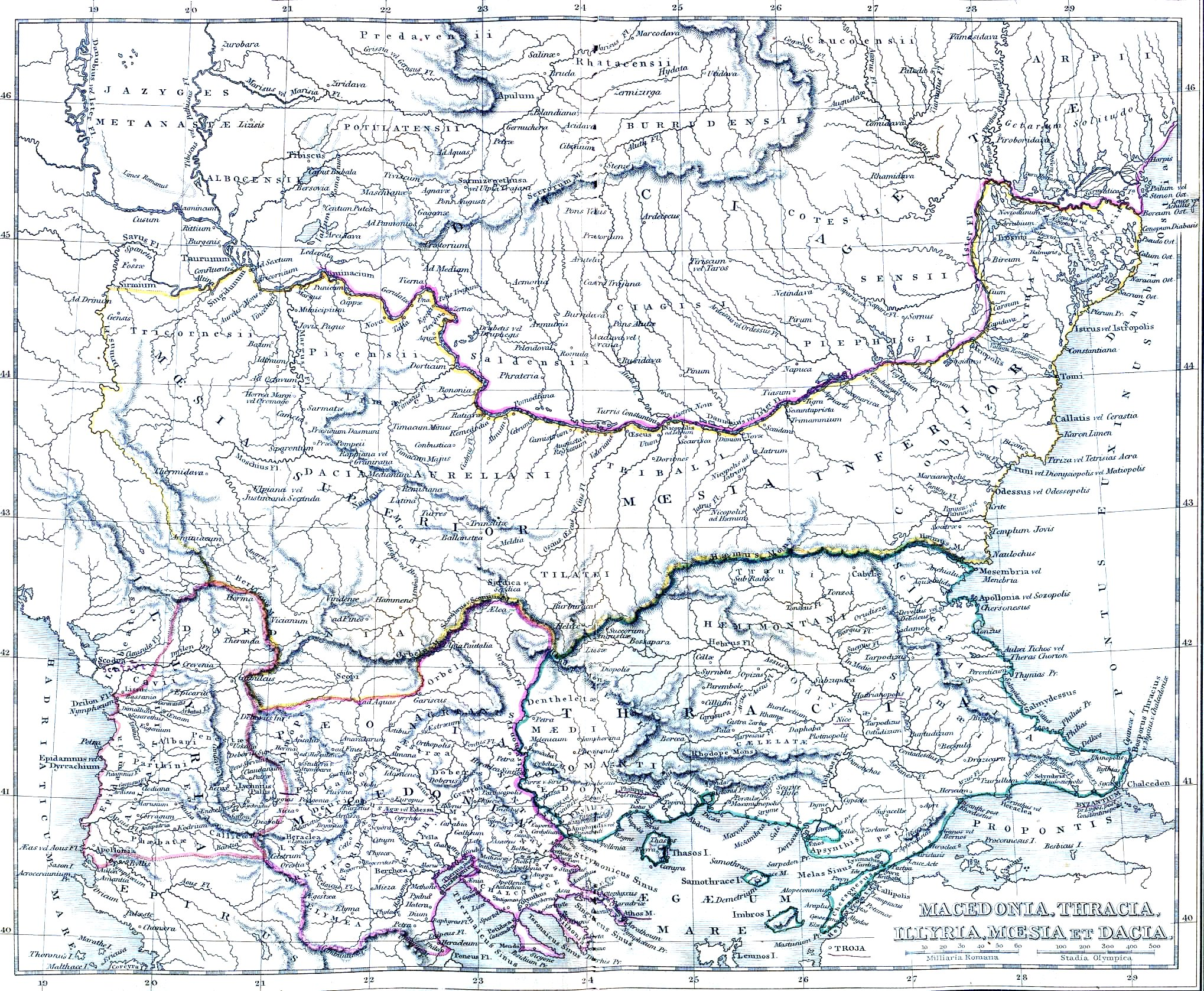